# Leptogenys bohlsi
Leptogenys bohlsi é uma espécie de formiga do gênero Leptogenys, pertencente à subfamília Ponerinae.